# Aristelliger barbouri
Aristelliger barbouri är en ödleart som beskrevs av  Noble och KLINGEL 1932. Aristelliger barbouri ingår i släktet Aristelliger och familjen geckoödlor. Inga underarter finns listade i Catalogue of Life.